# Публікани
Публікани (лат. publi cani) — в римській фінансовій системі особи, які брали на відкуп у держави його майно — publicum (землі — ager, пасовища — scripturae, рудник і — metalla, соляні варниці — salinae), а також державні доходи (податки — vectigalia, мита — portoria) і громадські підряди (на споруди) і поставки (наприклад, хліба).
Вони складали особливий клас всередині стану вершників, яке займалося переважно торговими і фінансовими спекуляціями як в столиці, так і в провінціях. Для прийняття відкупів і підрядів багаті громадяни (переважно з вершників) з'єднувалися в свого роду акціонерні компанії (societates publicanorum або vectigalium) і вели справи суспільством під керівництвом головного підприємця (manceps). Віддача на відкуп або з підряду відбувалася на  форумі за контрактами (tabulae censoriae), в яких магістрати, які керували торгами, виставляли умови (leges censoriae) терміном звичайно на люстр. Торги здійснював  цензор, який повинен був складати кошторис, звідки самі контракти і умови називаються censoriae. Справляння зборів і оренди присуджувалося тієї компанії, яка давала найбільше (summis pretiis), підряди — тієї, яка запитувала найменше (infimis pretiis). Суспільство, яке отримало оренду або  підряд, мало сплатити казні в першому випадку або отримати від скарбниці в другому випадку встановлену в контракті суму, і потім вести справу за свій страх. Якщо компанія, сплативши суму, виручала менше, або, отримавши суму, витрачала більше, це був її збиток; але, насправді, завжди було навпаки. При такому порядку держава зберігала витрати по управлінню і усувала складне питання по експлуатації свого майна, стягнення доходів і виконання підрядів. Вся тягота системи лягала на населення і особливо на провінції, в яких, головним чином, панувала відкупна система.
Головний підприємець компанії (manceps) був представником її при здійсненні операцій, дотримувався її інтересів, давав заставу, одним словом був відповідальною особою. Найближчим керівництво справою належало щорічно змінювавшомусь директору компанії (magister societatis), а в провінціях — промагістру. Як помічників, при відкупщиках складався численний персонал дрібних чиновників з невільнонароджених. Vectigalia (decumae, scripturae) і portoria в одній провінції віддавалися оптом однієї компанії, або ж portoria з'єднувалися з scripturae. Кожному за відкупів, утворювалися особливі категорії відкупників. Decumani (особливо в Сицилії і Азії) збирали так звану десятину (decuma) від продуктів посіву. Звичайно справа влаштовувалося таким чином, що відкупник, не чекаючи часу збору хліба і плодів, оцінював, приблизно, має бути збір на підставі середніх даних за минулі роки і кількості  посіву, і потім стягував грошима необхідну десятину . Pecuarii або scr i ptuarii збирали оренду за користування державними пасовищами; portoriorum conductores стягували мита за провізні товари або акциз; socii salarii і publicani metallorum збирали оренду — перші за виробництво солі, другі за обробку рудників. Беручи на відкуп землі, Публікани були possessores або pastores; вони лише збирали оренду за дорученням держави, яка не укладала угод з дійсними орендарями. У всіх випадках на митниці і податоків Публікани намагалися тільки про те, як би виручити не тільки сплачену за відкуп суму, а й бариш; внаслідок цього вони вдавалися до утисків і незаконних заходів, знаходячи звичайно підтримку в особі намісників. З розширенням римської території, розширилися і фінансові операції стану, що довели провінцію до того жалюгідного стану, в якому вона перебувала напередодні принципату. Сумне становище провінцій прекрасно змальовано Цицероном в його промовах, особливо в сказаних у справі Верреса. Внаслідок такого стану справ створився могутній клас капіталістів, що мав величезне політичне значення з часу Гракхів, при яких з цього класу виділилося особливий стан вершників.
Особливо великий вплив публіканів був в судовій сфері в період від 123 до 81 рр .; наповнюючи собою списки присяжних, вони виправдовували намісників, що звинувачувалися в здирстві (repetundarum), так як намісники були головними посібниками Публіканів в фінансових операціях останніх. У I ст. н. е. вершники зіграли помітну політичну роль в боротьбі з сенатською партією; не раз їх втручання тягло за собою важливі акти політичного життя (наприклад, Манілі закон). В епоху імперії діяльність публіканів значно скоротився, так як система відкупів була замінена збором податей безпосередньо через магістратів. За публіканам були збережені лише відкупи по оренді пасовищ, гірських місць (saltus), соляного промислу і рудників, а також по митом, та й то діяльність їх підлягала імператорському контролю : для провінцій настали кращі часи. Імператори не раз видавали едикти, спрямовані проти беззаконня, що допускаються Публіканам; так, наприклад, за незаконне стягнення покладався подвійний проти стягнутої суми штраф, а за застосування насильства — четверний.